# Cicatrização

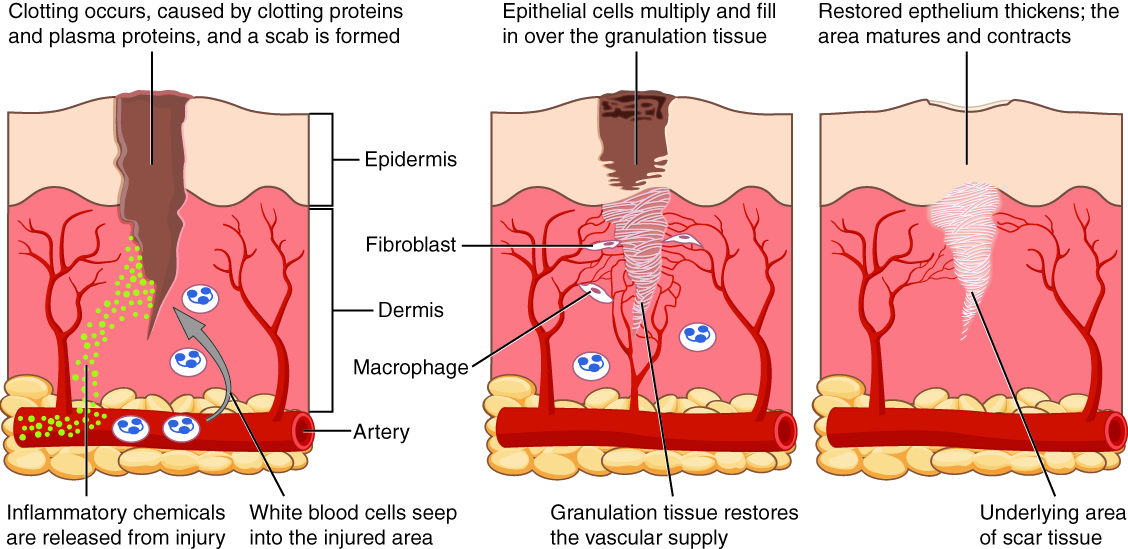
Diagrama apresentando estágios de cicatrização tecidual

Quando o organismo sofre trauma físico ou doença, a cicatrização envolve a reparação de tecidos danificados, órgãos e o sistema biológico todo, e a retomada do funcionamento (normal). A medicina auxilia o processo pelo qual as células do corpo se regeneram e se reparam para reduzir o tamanho de uma área danificada ou necrótica e substituí-la por tecido vivo novo. A substituição pode ocorrer de duas maneiras: por regeneração, na qual as células necróticas são substituídas por novas células que formam um tecido "similar" ao que originalmente existia; ou por cicatrização, no qual o tecido lesionado é substituído por tecido cicatricial. A maioria dos órgãos se curará utilizando uma combinação de ambos os mecanismos.
No contexto cirúrgico, a cicatrização é mais frequentemente chamada de recuperação, e a recuperação pós-operatória historicamente tem sido vista simplesmente como a restituição da função e também a prontidão para a alta hospitalar. Mais recentemente, tem sido descrita como um processo que requer energia para diminuir os sintomas físicos, alcançar um nível de bem-estar emocional, recuperar funções e restabelecer atividades.
A recuperação também é necessária no processo de luto.
Na psiquiatria e psicologia, a recuperação é o processo pelo qual as neuroses e psicoses são resolvidas a ponto de o cliente ser capaz de levar uma vida normal ou satisfatória sem ser sobrecarregado por fenômenos psicopatológicos. Esse processo pode envolver psicoterapia, tratamento farmacológico ou medicina alternativa, como a cura espiritual tradicional.

## Regeneração
Para que uma lesão seja curada por regeneração, o tipo de célula que foi destruída deve ser capaz de se replicar. As células também precisam de uma estrutura de colágeno ao longo da qual possam crescer. Ao lado da maioria das células, existe uma membrana basal ou uma rede colagenosa feita por fibroblastos que guiará o crescimento das células. Contanto que a isquemia e a grande maioria das toxinas não causem a destruição do colágeno, ele continuará a existir mesmo quando as células ao redor estiverem mortas.

### Exemplo
A necrose tubular aguda (NTA) no rim é um caso em que as células se curam completamente por regeneração. A NTA ocorre quando as células epiteliais que revestem o rim são destruídas por falta de oxigênio (como no choque hipovolêmico, quando o suprimento sanguíneo para os rins é drasticamente reduzido) ou por toxinas (como alguns antibióticos, metais pesados ou tetracloreto de carbono).
Embora muitas dessas células epiteliais estejam mortas, geralmente há necrose irregular, o que significa que há áreas de células epiteliais ainda vivas. Além disso, a estrutura de colágeno dos túbulos permanece completamente intacta
As células epiteliais existentes podem se replicar e, usando a membrana basal como guia, e então restaurar o rim de volta ao normal. Após a regeneração estar completa, o dano é indetectável, mesmo microscopicamente.
A cicatrização deve ocorrer por reparo no caso de lesões em células que não podem se regenerar (por exemplo, neurônios). Além disso, danos à rede de colágeno (por exemplo, por enzimas ou destruição física) ou seu colapso total (como pode ocorrer em um infarto) fazem com que a cicatrização ocorra por reparo.

## Genética
Muitos genes realizam um papel na cicatrização. Por exemplo, na cicatrização de feridas, descobriu-se que a proteína P21 permite que os mamíferos se curem espontaneamente. Ela até permite que alguns mamíferos (como os camundongos) curem feridas sem criar cicatrizes. O gene LIN28 também desempenha um papel na cicatrização de feridas. Ele está dormente na maioria dos mamíferos. Além disso, as proteínas MG53 e TGF beta 1 exercem papéis importantes na cicatrização de feridas.

## Cicatrização de feridas

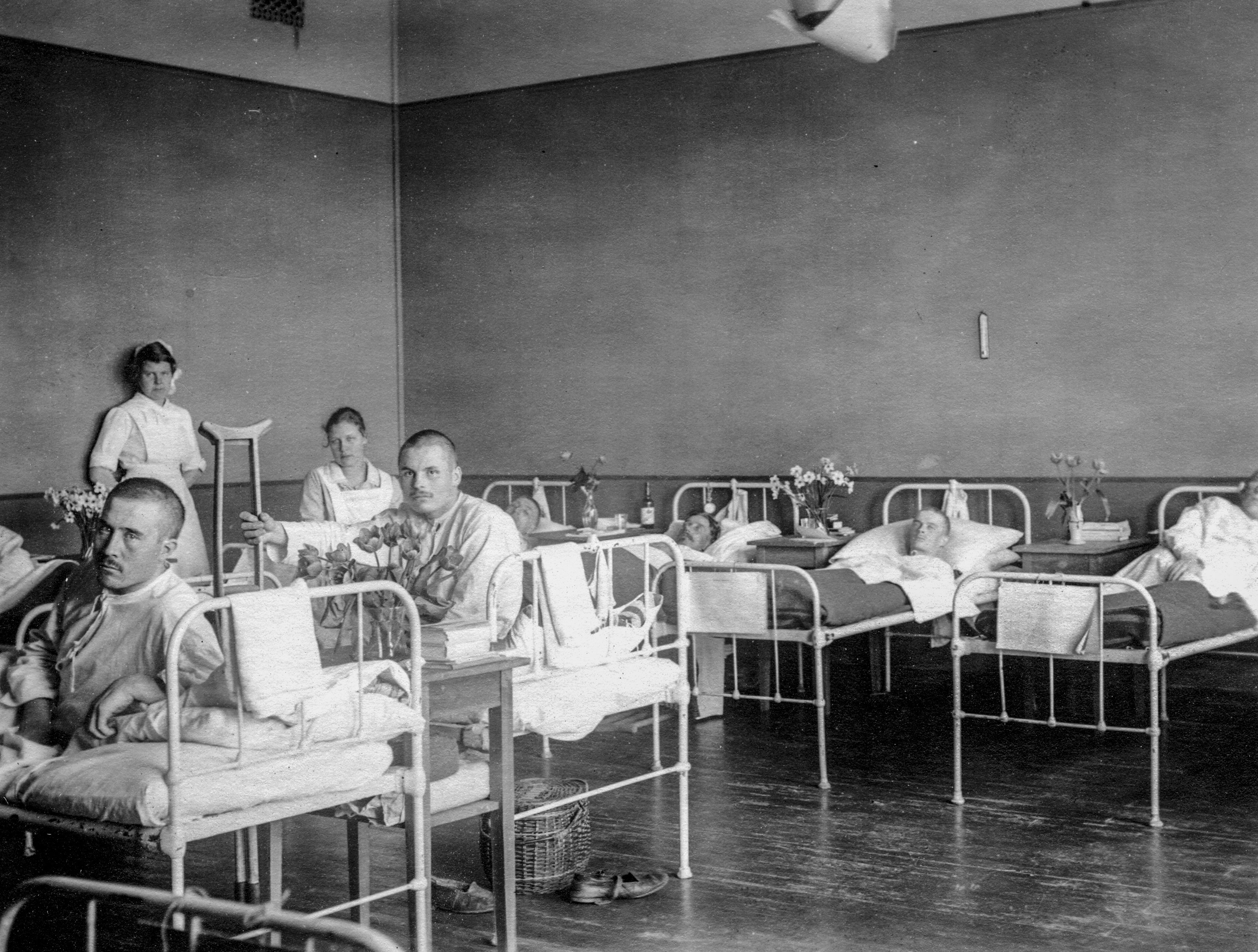
Pacientes feridos no Hospital da Cruz Vermelha em Tampere, Finlândia, durante a Guerra Civil Finlandesa de 1918

Em resposta a uma incisão ou ferida, ocorre o processo de cicatrização de feridas. Ocorrem em quatro fases: hemostasia, inflamação, proliferação e remodelação.

### Fase de hemostasia
A cicatrização de uma ferida começa com a formação de um coágulo para interromper o sangramento e reduzir a infecção por bactérias, vírus e fungos. A coagulação é seguida pela invasão de neutrófilos três a 24 horas após o acontecimento da ferida, com mitoses começando a agir nas células epiteliais após 24 a 48 horas.

### Fase de inflamação
Na fase inflamatória, macrófagos e outras células fagocíticas matam bactérias, removem tecidos danificados e liberam fatores químicos, como hormônios de crescimento, que estimulam fibroblastos, células epiteliais e células endoteliais que formam novos capilares a migrar para a área e se dividir.

### Fase proliferativa
Na fase proliferativa, forma-se tecido de granulação imaturo contendo fibroblastos ativos e volumosos. Os fibroblastos produzem rapidamente colágeno tipo III em abundância, que preenche o defeito deixado por uma ferida aberta. O tecido de granulação move-se, como uma onda, da borda da lesão em direção ao centro.
À medida que o tecido de granulação amadurece, os fibroblastos produzem menos colágeno e ficam com uma aparência mais alongada. Eles começam a produzir o colágeno tipo I, que é muito mais resistente. Alguns fibroblastos se transformam em miofibroblastos, que contêm o mesmo tipo de actina encontrada no músculo liso, o que lhes permite contrair e reduzir o tamanho da ferida.

### Fase de remodelação
Durante a fase de maturação da cicatrização de feridas, os vasos sanguíneos desnecessários formados no tecido de granulação são removidos por apoptose, e o colágeno tipo III é em grande parte substituído pelo tipo I. O colágeno, que originalmente estava desorganizado, é entrelaçado e alinhado ao longo das linhas de tensão. Essa fase pode durar um ano ou mais. No final, resta uma cicatriz feita de colágeno, contendo um pequeno número de fibroblastos.

## Tecido danificado por inflamação
Após a inflamação danificar o tecido (ao combater infecção bacteriana, por exemplo) e os eicosanoides pró-inflamatórios terem completado sua função, a cicatrização procede em 4 fases.

### Fase de recordação
Na fase de recordação, as glândulas suprarrenais aumentam a produção de cortisol, que interrompe a produção de eicosanoides e a inflamação.

### Fase de resolução
Na fase de resolução, os macrófagos (células brancas do sangue) removem patógenos e tecidos danificados. Os macrófagos também removem os glóbulos vermelhos do tecido danificado. Falha em remover todas as células danificadas e patógenos podem desencadear novamente a inflamação. Os dois subconjuntos de macrófagos M1 e M2 executam um papel crucial nessa fase, sendo o macrófago M1 pró-inflamatório, enquanto o M2 é regenerativo, e a plasticidade entre os dois subconjuntos determina a inflamação ou reparo do tecido.

### Fase de regeneração
Na fase de regeneração, os vasos sanguíneos são reparados e novas células se formam no local danificado, semelhantes às células que foram danificadas e removidas. Algumas células, como neurônios e células musculares (especialmente no coração), têm uma recuperação mais lenta.

### Fase de reparo
Na fase de reparo, um novo tecido é gerado, o que requer um equilíbrio de eicosanoides anti-inflamatórios e pró-inflamatórios. Eicosanoides anti-inflamatórios incluem lipoxinas, epi-lipoxinas e resolvinas, que promovem a liberação de hormônios de crescimento.